# Flowering
『flowering』（フラワリング）は、ロックバンド凛として時雨のギター・ボーカルTKがTK from 凛として時雨名義として、2012年6月27日にソニー・ミュージックアソシエイテッドレコーズから発売された、1枚目のスタジオアルバムである。

## 概要
TK from 凛として時雨としてのリリースは、2011年に発表した映像作品「film A moment」以来約1年2ヶ月ぶりとなり、収録曲の「white silence」と「film A moment」がそれぞれアルバムバージョンとして本作に収録されている。
通常盤と、本作に収録されている楽曲5曲のスタジオライブ映像が収められたDVDが付属する初回限定盤の2仕様で発売される。スタジオライブ収録に参加したメンバーは、ベースに日向秀和、ドラムにBOBO、バイオリンに佐藤帆乃佳、チェロに橋本歩、ピアノに大古晴菜が参加しており、BOBOと佐藤はTK初のソロ作品「film A moment」でも収録に参加している。ベースを担当した日向は自身のツイッター上で「本当に最高な作品だ、こりゃ」と語っている。
スタジオライブの映像ディレクターは番場秀一が担当しており、番場は2012年6月5日から6月10日までスペースシャワーTVのJETにて独占先行放送された「haze」のミュージックビデオも手がけている。スペースシャワーTVでは、6月23日から7月6日までの期間中に、5種類のテレビスポットがランダムで放送された。
最終トラック「fourth」終了後に、隠しトラックとして「sound_am326」が収録されている。この楽曲は2011年に起きた東日本大震災の支援目的として製作されたインストゥルメンタル楽曲で、特設サイトでは無料で視聴が可能である。なお、隠しトラックは初回限定盤特典のDVDにも存在しており、凛として時雨の楽曲「テレキャスターの真実」のアコースティックバージョンが収録されている。

## プロモーション
リリース3日前の6月24日には同日22時からYouTubeとUstream上にて、初回限定盤に付属するスタジオライブ映像から「haze」と「Abnormal trick」の映像が生配信された。
2012年8月30日に、東京・渋谷公会堂で行われたライブイベントFly like an Eagleにてソロとして初めてライブを行った。メンバーには初回限定盤特典DVDのスタジオライブに参加したバンドメンバーに加え、ART-SCHOOLの戸高賢史がサポートギターとして参加した。そのイベントで、同年12月27日に日本武道館で行われるライブイベントDECEMBER'S CHILDRENに出演する事も発表された。

## 収録曲
| 全作詞・作曲: TK。 |                                  |       |            |      |
| #                  | タイトル                         | 作詞  | 作曲・編曲 | 時間 |
| 1.                 | 「flower」                       | TK    | TK         | 4:39 |
| 2.                 | 「Abnormal trick」               | TK    | TK         | 4:01 |
| 3.                 | 「haze」                         | TK    | TK         | 3:58 |
| 4.                 | 「phase to phrase」              | TK    | TK         | 3:29 |
| 5.                 | 「white silence」(album version) | TK    | TK         | 6:57 |
| 6.                 | 「12th laser」                   | TK    | TK         | 2:37 |
| 7.                 | 「film A moment」(album version) | TK    | TK         | 7:10 |
| 8.                 | 「daylily」                      | TK    | TK         | 2:34 |
| 9.                 | 「fourth」                       | TK    | TK         | 4:28 |
| 10.                | 「sound_am326」(隠しトラック)    | TK    | TK         | 2:33 |
| 合計時間:          | 合計時間:                        | 42:32 |            |      |

| #         | タイトル           | 作詞  | 作曲・編曲 |
| --------- | ------------------ | ----- | ---------- |
| 1.        | 「haze」           |       |            |
| 2.        | 「flower」         |       |            |
| 3.        | 「12th laser」     |       |            |
| 4.        | 「Abnormal trick」 |       |            |
| 5.        | 「fourth」         |       |            |
| 合計時間: | 合計時間:          | 26:10 |            |

## 参加ミュージシャン
- TK - ボーカル、ギター、ベース、ピアノ
- 日向秀和 - ベース
- BOBO - ドラム
- 結城泰範 - ドラム
- 佐藤帆乃佳 - バイオリン
- 田中景子 - ヴィオラ
- 橋本歩 - チェロ
- 坂本圭 - フルート、ティン・ホイッスル
- 平井真美子 - ピアノ
- 大嶽香子 - ピアノ

### ゲストミュージシャン
- 湯川潮音 - ボーカル（M5）
- 345 - コーラス（M7）
- ピエール中野 - ギター（M7）